# 格雷本多夫湖

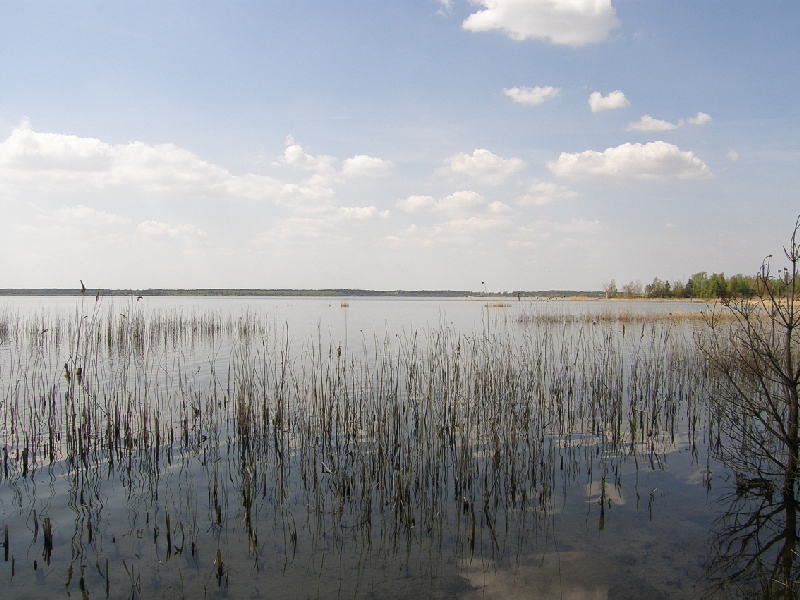

51°42′5.93″N 14°6′34.61″E / 51.7016472°N 14.1096139°E
格雷本多夫湖（德語：Gräbendorfer See），是德國的湖泊，位於該國西南部，由勃蘭登堡州負責管轄，處於上施普雷瓦爾德-勞西茨縣，面積4.6平方公里，最大水深55米。